# Путцар
Путцар (нем. Putzar) — община в Германии, в земле Мекленбург-Передняя Померания.
Входит в состав района Восточная Передняя Померания. Подчиняется управлению Анклам-Ланд.  Население составляет 206 человек (на 31 декабря 2010 года). Занимает площадь 17,43 км².
Община подразделяется на 3 сельских округа.